# Mackenrodt
Mackenrodt ist eine Ortsgemeinde im Landkreis Birkenfeld in Rheinland-Pfalz. Sie gehört der Verbandsgemeinde Herrstein-Rhaunen an.

## Geographie
Der Ort liegt westlich der Nahe im Hunsrück. 64,6 Prozent der Gemarkungsfläche sind bewaldet. Im Südosten befindet sich Idar-Oberstein.

## Geschichte
Mackenrodt wurde im 14. Jahrhundert erstmals urkundlich erwähnt. Es war Teil der Hinteren Grafschaft Sponheim. Nach der Teilung der beiden Grafschaften Sponheim (1776) gehörte das Gebiet den Markgrafen von Baden. Nach dem Wiener Kongress (1815) kam die Region und damit auch Mackenrodt  1919 zum oldenburgischen Fürstentum Birkenfeld.
Bevölkerungsentwicklung
Die Entwicklung der Einwohnerzahl von Mackenrodt, die Werte von 1871 bis 1987 beruhen auf Volkszählungen:
| Jahr | Einwohner |
| 1815 | 139       |
| 1835 | 175       |
| 1871 | 210       |
| 1905 | 234       |
| 1939 | 306       |
| 1950 | 320       |

| Jahr | Einwohner |
| 1961 | 328       |
| 1970 | 339       |
| 1987 | 400       |
| 1997 | 448       |
| 2005 | 462       |
| 2023 | 357       |

## Politik

### Gemeinderat
Der Gemeinderat in Mackenrodt besteht aus acht Ratsmitgliedern, die bei der Kommunalwahl am 9. Juni 2024 in einer Mehrheitswahl gewählt wurden, und dem ehrenamtlichen Ortsbürgermeister als Vorsitzendem.

### Bürgermeister
Reiner Mildenberger wurde 1995 Ortsbürgermeister von Mackenrodt. Da bei der Direktwahl am 9. Juni 2024 kein Wahlvorschlag eingereicht wurde, oblag die Neuwahl des Bürgermeisters gemäß rheinland-pfälzischer Gemeindeordnung dem Rat, der auf seiner konstituierenden Sitzung am 9. Juli 2024 den bisherigen Ortsbürgermeister Reiner Mildenberger für weitere fünf Jahre in seinem Amt bestätigte.

## Wirtschaft und Infrastruktur
Im Süden verläuft die Bundesstraße 41. In Idar-Oberstein ist ein Bahnhof der Bahnstrecke Bingen–Saarbrücken.

## Sage von der Mackenrodter Linie
In Mackenrodt ist die Sage von der Mackenrodter Linie überliefert. In dieser geht es um eine alte Linde im Ort. In der Linde sollen einst sieben Löcher gewesen sein, in denen täglich ein Zapfen ein Loch weitergesteckt wurde, um den jeweiligen Wochentage zu wissen. Eines Tages soll ein Schelm den Zapfen anstatt ein Loch zwei Löcher weitergesteckt haben. In der Folge wanderten die Mackenrodter bereits am Samstag zur Kirche nach Idar, um festzustellen, dass kein Gottesdienst ist, wodurch der Schwindel aufflog. Seither sind die Löcher an der Linde angeblich so weit oben angebracht, dass man sie mit bloßem Augen nicht mehr sehen kann.
Wahr an der Geschichte ist vermutlich nur die Tatsache, dass die Mackenrodter Bevölkerung im Mittelalter tatsächlich zur Kirche nach Idar wanderte, um den Gottesdienst zu besuchen; noch heute gibt es einen Waldweg zwischen beiden Orten, den Mackenrodter Weg.

## Persönlichkeiten
- Thomas A. Ruhk (* 1973), Schriftsteller, lebt in Mackenrodt